# Туренко, Евгений Владимирович
Евге́ний Влади́мирович Туре́нко (23 сентября 1950, Хавки, Тульская область — 27 апреля 2014, Венёв, Тульская область) — советский и российский поэт, прозаик, педагог. Член Союза писателей России.

## Биография
Евгений Туренко родился в семье служащих. Отец, Владимир Ильич, работал на железной дороге (после переезда в Венёв оставил семью), а мама, Татьяна Владимировна, — закройщицей в ателье по пошиву одежды.
В школьном возрасте на протяжении трёх лет Евгений занимался в изостудии венёвского Дома пионеров, которой руководил художник Н. А. Лунёв. Много рисовал, лепил, играл в футбол. В 1967 году поступил на строительный факультет Тульского политехнического института.
В 1972-м по распределению поехал на Урал, где более десяти лет работал на предприятиях строительной индустрии. Сначала в Нижнем Тагиле, откуда его почти сразу перевели в Красноуральск мастером арматурного цеха. Вскоре был назначен главным инженером завода ЖБИ.
В 1978-м, уже с женой Татьяной и двумя детьми, переехал в закрытый город Свердловск-45 (Лесной). Работал директором завода ЖБИ № 1, а через два года, как сам говорил, решил перейти на «бумажную работу».
С 1986 по 2008 год жил в Нижнем Тагиле, преподавал в средних специальных учебных заведениях.
Состоял в КПСС (1977—1990).

### Творчество
Сочинять Евгений Туренко пытался и в школе, и в институте, но сколько-нибудь серьёзно к этому не относился. В Красноуральске писал тексты для рок-группы «Каменный пояс».
Как поэт дебютировал в 1980 году, живя и работая в закрытом городе Свердловск-45 (Лесной). Здесь познакомился с бардом Владимиром Стругановым, в содружестве с которым потом написал несколько песен («Баллада о феодальном шуте», «Заморозки», «Лимон»). Изредка публиковался в местной и областной периодике.
В 1986 году переехал с семьёй в Нижний Тагил. Круг знакомых Евгения Туренко значительно расширился. Приятельствовал с тагильскими литераторами А. Чугуновым, В. Овсепьяном, А. Ольховиковым. В созданном им литобъединении «Ступени» бывали видные уральские поэты и прозаики Владимир Блинов, Аркадий Застырец, Юрий Казарин, Алексей Решетов, Константин Мамаев.
В 1991—1992 гг. участвовал в создании Нижнетагильского молодёжного театра (худ. руководитель В. Вейде).
В 1998 году, после нескольких изданных книг стихов, Евгения Туренко приняли в Союз писателей России, куда его рекомендовала Майя Никулина.
Евгений Туренко считается создателем полноценной литературной среды в Нижнем Тагиле. Его учениками являются многие заметные поэты региона, в том числе Алексей Сальников, Екатерина Симонова, Елена Баянгулова, Наталья Стародубцева, Елена Сунцова, Ольга Мехоношина, Татьяна Титова, Вита Корнева, Руслан Комадей. За эту многолетнюю работу он в 2005 году был удостоен премии «ЛитератуРРентген» в номинации «Фиксаж».
Публиковался в журналах «Воздух», «Знамя», «Крещатик», «Несовременные записки», «Уральская новь», «Урал», «Уральский следопыт», «Черновик». Произведения Туренко переведены на английский, итальянский и немецкий языки.
С 2000 по 2008 год являлся членом правления Екатеринбургского отделения Союза писателей России.

### Последние годы жизни
В 2008 году Евгений Туренко с женой вернулся в Венёв, где помимо писательской работы занимался на общественных началах восстановлением Покровской церкви.
Умер 27 апреля 2014 года после тяжёлой болезни. Похоронен на Старом кладбище Венёва.

## Семья
- Жена — Татьяна Николаевна Туренко (18.05.1949 — 05.07.2022)
- Сын — Илья (род. 1973)
- Дочь — Анастасия (род. 1976)

## Память
В 2015 году, к 65-летию Е. Туренко, в Екатеринбурге были проведены Туренковские чтения и учреждена Премия имени Туренко, её первым лауреатом стал Василий Чепелев.
В 2016-м состоялись 2-е Туренковские чтения.